# Darren Copeland
Pour les articles homonymes, voir Copeland.
Darren Copeland (18 juin 1968, Bramalea, en Ontario, au Canada) est un compositeur de musique électroacoustique résidant à Brampton, aussi en Ontario.

## Biographie
Darren Copeland exerce ses talents de compositeur électroacoustique et de concepteur sonore depuis 1985. Il réalise des œuvres pour le concert, la radio, le théâtre, la danse et des installations in situ.
Il est venu à la musique et au son par une voie inhabituelle. Dans les années 1980, encore adolescent, il a découvert presque accidentellement les synthétiseurs analogiques : sans aucune formation ni intérêt musical préalables, il se mit à étudier les synthétiseurs analogiques et les premiers échantillonneurs numériques, notamment en suivant les leçons particulières de Pier Rubesa, à Toronto. Par la suite, il commença à composer ses propres pièces et à travailler avec le musicien Ed Troscianczyk, le poète et artiste visuel John Marriott et d'autres personnes de la scène des musiques expérimentales torontoises. Avec eux, Darren a autoproduit plusieurs compilations sur cassette, dont Living it Out - in the Dear Air - Space, The Three Faces, Mahwje's Outlook, An Introduction in Frost et Dreams of Darkness.
Après ses études secondaires, Darren a étudié la conception sonore pour le théâtre au Collège Niagara, tout en réalisant des pièces faites exclusivement de sons environnementaux. Il a ensuite déménagé à Vancouver, où il a vécu de 1989 à 95, pour étudier la composition électroacoustique à l'Université Simon Fraser. À travers ses études avec Barry Truax, il s'est familiarisé avec les recherches du World Soundscape Project, ce qui a intensifié son intérêt pour la composition de paysages sonores. Les compositions Faith-Annihia et Always Becoming Somebody Else incluses sur le disque Perdu et retrouvé, ainsi que les œuvres parues sur son album précédent pour empreintes DIGITALes, Rendu visible, sont le résultat de cette exploration intensive des paysages sonores et de la composition électroacoustique.
Son intérêt pour les paysages sonores était nourri par le désir de mieux comprendre les associations que font différents auditeurs à l'écoute de divers sons environnementaux. Des pièces comme Always Becoming Somebody Else et d'autres compositions de cette période suscitaient souvent chez les auditeurs des réactions très personnelles et fort contradictoires. À l'époque, Darren avait conclu qu'il s'agissait probablement d'un préjugé visuel de la société occidentale et de l'absence d'un vocabulaire commun pour décrire les sons de notre expérience quotidienne.
Il a alors envisagé deux solutions qui pourraient l'aider à mieux comprendre le préjugé visuel de l'auditeur: l'une consistait à étudier plus avant la nature de l'acte d'écoute et de la perception; l'autre consistait à combiner aux sons des textes et des histoires, afin de présenter les sons dans un cadre social et psychologique spécifique, ce qui permet de concentrer l'imagination auditive sur une partie plus restreinte du large éventail d'associations latentes. C'est ainsi qu'au milieu des années 1990, Darren a bifurqué vers d'autres formes musicales, pour réaliser des pièces plus près du théâtre, du documentaire radiophonique, du radio-théâtre et du texte sonore. Il a créé une adaptation de la pièce A Dream Play (1901) d'August Strindberg (1849-1912), qui est devenue le premier radio-théâtre de la CBC conçu pour une diffusion en son Surround 5.1.
En 1996-97, Darren a entrepris des études de troisième cycle à l'Université de Birmingham (Royaume-Uni) et a terminé son documentaire sonore Life Unseen, dans lequel il explore comment les personnes aveugles écoutent et fonctionnent au sein d'une société axée exclusivement sur le visuel. Après ces études intensives à Birmingham, il a composé The Toronto Sound Mosaic, la trame sonore pour la production du Threshold Theater de la pièce That Time (1975) de Samuel Beckett (1906-89) et sa composition texte-son Lapse in Perception (réalisée pour l'émission Out Front de CBC Radio). Entre le milieu des années 1990 et 2002, Darren a travaillé intensément avec les milieux torontois de la danse et du théâtre, en réalisant des trames sonores qui, en intégrant le son d'une manière irrésistible, lui ont permis d'acquérir une idée plus juste des qualités associatives des sons environnementaux.
Plus récemment, il est revenu aux formes abstraites, en utilisant plus de sons non environnementaux ou impossibles à reconnaître. Des œuvres comme They're Trying to Save Themselves, Streams of Whispers et The Wrong Mistakes illustrent ce nouvel intérêt, tout en présentant une dynamique et un sens textural semblables à ce qui se trouve dans ses œuvres précédentes qui faisaient appel aux sons environnementaux. D'autres œuvres, comme On Schedule et On a Strange Road, utilisent les sons environnementaux d'une manière plus conceptuelle, plutôt que de s'appliquer à recréer un environnement acoustique d'une manière fidèle ou crédible.
En plus d'être compositeur et artiste sonore, Darren Copeland est également directeur artistique de New Adventures in Sound Art (NAISA), qui présente des événements de musique électroacoustique et d'art sonore expérimental à Toronto (Canada). Avec NAISA, il a également effectué des tournées en Europe et au Canada, pendant lesquelles il a participé à des concerts, organisé des ateliers et donné des conférences, le tout portant principalement sur la diffusion octophonique. Il est actuellement membre du conseil d'administration de l'Association canadienne pour l'écologie sonore (ACÉS) et a déjà siégé aux conseils d'administration de la Communauté électroacoustique canadienne (CÉC), de Vancouver Pro Musica et de Rumble Productions.

## Discographie
- Perdu et retrouvé (empreintes DIGITALes, IMED 0683, 2006)
- Rendu visible (empreintes DIGITALes, IMED 9841, 1998)

## Liste d’œuvres
- A Dream Play (1995-98), bande 5.1
- Always Becoming Somebody Else (1991-92)
- An Introduction in Frost (1987)
- A Sketch for Prometheus Bound (1989)
- Darkness Colours (1994)
- Dreams of Darkness (1985-86)
- Driving Through Turbulence (2000)
- Early Signals (2001)
- Faith-Annihia (1991)
- Ich will kein Inmich mehr sein (2005)
- Lapse in Perception (1998-99)
- Life Unseen (1996-97)
- Living it Out - in the Dear Air - Space (1987-88)
- Mahwje's Outlook (1986)
- Maritime Vision
- Memory (1998)
- Night Camera (1993, 96)
- On a Strange Road (2003)
- On Schedule (2003)
- Reaching for Tomorrow (1995)
- Recharting the Senses (1996)
- Rendered Visible (1995)
- Residence Elsewhere (1993-96)
- Streams of Whispers (2002)
- They're Trying to Save Themselves (2002)
- The Three Faces (1986-87)
- The Toronto Sound Mosaic (2000)
- The Wrong Mistakes (2003)
- Zero and One: Stations and Directions (1992)